# Тон (река)
Тон (фр. Ton) — река, протекающая через бельгийский Люксембург, относится к бассейну Мааса. Длина реки — 47,8 км, площадь водосборного бассейна — 318 км², из которых на бельгийскую территорию приходится 287,62 км². В низовьях протекает по французско-бельгийской границе. Расход воды — 5,04 м³/с.
Начинается на территории селения Шатийон в коммуне Сен-Леже, течёт на юго-запад через лес и города Сен-Леже, Бьемон, затем входит на территорию коммуны Рувруа, в которой на реке стоят Сен-Мар и центр коммуны Рувруа. Впадает в реку Шьер.
Основные притоки — Падрю (лв), Гевиль (лв), Шевратт (пр), Вир (лв), Рабе (пр), Лаклеро (пр).